# District d'Acos
Au Pérou, le district d’Acos est l’un des sept districts de la province d'Acomayo située dans le département de Cusco.
Le site archéologique précolombien de la forteresse de Waqrapukara se situe sur ce territoire.